# 糖鐵二重湳車站追撞事故
台糖二重湳站列車追撞事故是1956年12月27日上午7:25分，在台糖員林線的埔心鄉二重湳（今二重村）二重湳車站站內發生列車追撞事故。事故時全車共有40人，其中4人死亡，29人受傷，7人未受傷。是臺灣糖業鐵路史上最嚴重的鐵道事故。

## 事發經過
1956年12月27日上午7:25分，由於天氣不佳有晨間濃霧，以及當天因溪湖站貨物量較多，原定6:30分開往員林站的貨物列車來不及於表定時間內完成調車，因此無法準時開車，改由6:55分開往員林站的客運列車先行準時開車，列車上幾乎都是準備要上學的學生搭乘，行駛到巫厝站時，由於學生惡作劇將列車車廂連結解連造成車廂分離，因此列車倒退掛回車廂，到二重湳站又有原料空車需要摘下，因此又耽誤了更多時間。再剛開出客運列車之後，原定於客運列車之前開車的貨物列車整備完畢，由於貨物急需送至員林站轉運，因此溪湖站站長猜測前一班列車應該已經過二重湳站，而未等待區間開通，就讓這貨物列車先行發車。因天氣不佳有濃霧視線不良、路線濕滑、加上車上的學生惡作劇導致列車誤點以及溪湖站站長未確實辦理列車閉塞，以致後方列車追上發現前方仍有車輛時，已來經不及煞車追撞前車，造成嚴重死傷事故。

## 傷亡狀況
|            | 男性 | 女性 |
| ---------- | ---- | ---- |
| 死亡       | 2人  | 2人  |
| 重傷       | 4人  | 3人  |
| 輕傷       | 9人  | 13人 |
| 參考來源： |      |      |